# Brachymeria bicolor
Brachymeria bicolor är en stekelart som först beskrevs av Girault 1912.  Brachymeria bicolor ingår i släktet Brachymeria och familjen bredlårsteklar. Inga underarter finns listade.